# Seba
Seba (наст. имя — Себастьян Теодор Нимрел Ахренберг) — шведский музыкант, DJ и драм-н-бейс продюсер. Владелец звукозаписывающего лейбла Secret Operations.

## Биография
Родился 26 мая 1974 года на острове Ингарё (швед. Ingarö) неподалёку от Стокгольма. Начал карьеру в начале 90-х, продюсируя техно, но развил свой стиль в котором доминирует более брейкбитовое звучание, по словам самого Seba эта музыка — «олдскульный драм-н-бейс, глубокий и эмоциональный». Свой дебютный альбом выпустил в 2008 году под названием Return To Forever (рус. Возвращение в вечность).

## Дискография
- Seba & Lo-tek — Sonic Winds / So Long — 1996
- Seba & Lo-tek — Universal Music — 1997
- Seba — Connected / Catch the Moment — 1998
- Seba — Planetary Funk Alert / Camouflage — 1998
- Seba — Valley Of The Moomins — 1998
- Seba — Waveform / Soul 2000—1999
- Sunday Brunch — Honung — 1999
- Sunday Brunch — After the Rain — 2000
- Seba & Lenk — Pieces — 2002
- Seba — Make My Way Home — 2003
- Seba & Lenk (featuring Robert Manos) — 16 Stories — 2004
- Seba & Paradox — You Didn’t See It Did You? — 2004
- Seba & Paradox (featuring Robert Manos) — Move On — 2005
- Seba & Paradox (featuring Robert Manos) — Last Goodbye — 2005
- Seba — Forever — 2006
- Seba (featuring Robert Manos) — Heaven Sent — 2006
- Seba & Krazy — Nebula — 2007
- Seba — Return To Forever — 2008
- Seba — Never Let You Go / This Is Our House — 2010
- Seba - Vanity / Nostalgia - 2011
- Seba - Welcome To Our World / Future Sound - 2011
- Seba & Physics - Before I Can Breathe / The Music - 2011
- Seba & Method One - Heavy Traffic - 2011
- Seba - Nightrider / Sharkskin - 2012
- Seba - Too Much Too Soon - 2012
- Seba - Identity - 2013